# Idiops pylorus
Idiops pylorus är en spindelart som beskrevs av Peter J. Schwendinger 1991. Idiops pylorus ingår i släktet Idiops och familjen Idiopidae.
Artens utbredningsområde är Thailand. Inga underarter finns listade i Catalogue of Life.